# APT36
APT36 ist ein Advanced Presitent Threat, also eine Cracker Gruppe, welche vermutlich vom pakistanischen Staat gestützt wird. Die Gruppe hat auch die Namen Operation C-Major, C-Major, Transparent Tribe, Mythic Leopard, ProjectM,  TMP.Lapis, Green Havildar, COPPER FIELDSTONE. Die Gruppe greift vor allem indische Behörden und pakistanische Bürgerrechtsaktivisten an. Die Gruppe soll seit 2016 aktiv sein anderen Stimmen zufolge schon seit mindestens 2013.
Eine von ATP36 genutzte Malware ist Crimson RAT. Diese wurde eingesetzt, um indische Diplomaten anzugreifen. Dabei wurde per E-Mail über das Coronavirus informiert und in einem der angehängten Dateien versteckte sich dann die Malware. Auch versucht die Gruppe beliebte Apps nachzuahmen und über diese Mobiltelefone zu infiziere. Eine Video App mit Erotischem Inhalt und eine App, welche der Indischen Coronawarnapp ähnelt, stammten beiden von ATP36 Auch Kavach, eine Authentifizierungssoftware des Indischen Staats, wurde von ATP36 imitiert um einzubrechen. Unter einer Operation Sidecopy wurden Indische Militärs angegriffen. Vermutlich wurde ATP36 auch von Chinesischen Gruppen unterstützt da beide Staaten Konflikte mit Indien haben. Im Jahr 2022 wurde berichtet, dass die Gruppe auch ein gefälschtes WhatsApp, YouTube und GoogleDrive nutzten, um die Malware weiter zu verbreiten. Meta Platforms berichtete, dass sie die Gruppe bekämpfen würden.